# Andrea Bregno
Andrea Bregno, auch Andrea da Milano, (* 1418 in der Fraktion Righeggia der Gemeinde Osteno am Luganersee; † 1503 in Rom) war einer der bedeutendsten italienischen Bildhauer im ausgehenden 15. Jahrhundert der Frührenaissance in Rom. Er und seine Werkstatt schufen zahlreiche Altäre, Grabmäler für Kardinäle und Bischöfe, Tabernakel und Baudekor für Kirchen und Paläste, die die antike Formensprache und Ornamentik stilistisch aufnahmen. Bregno besaß eine herausragende Antikensammlung. Einige Werke befinden sich davon in den Vatikanischen Museen.

## Leben

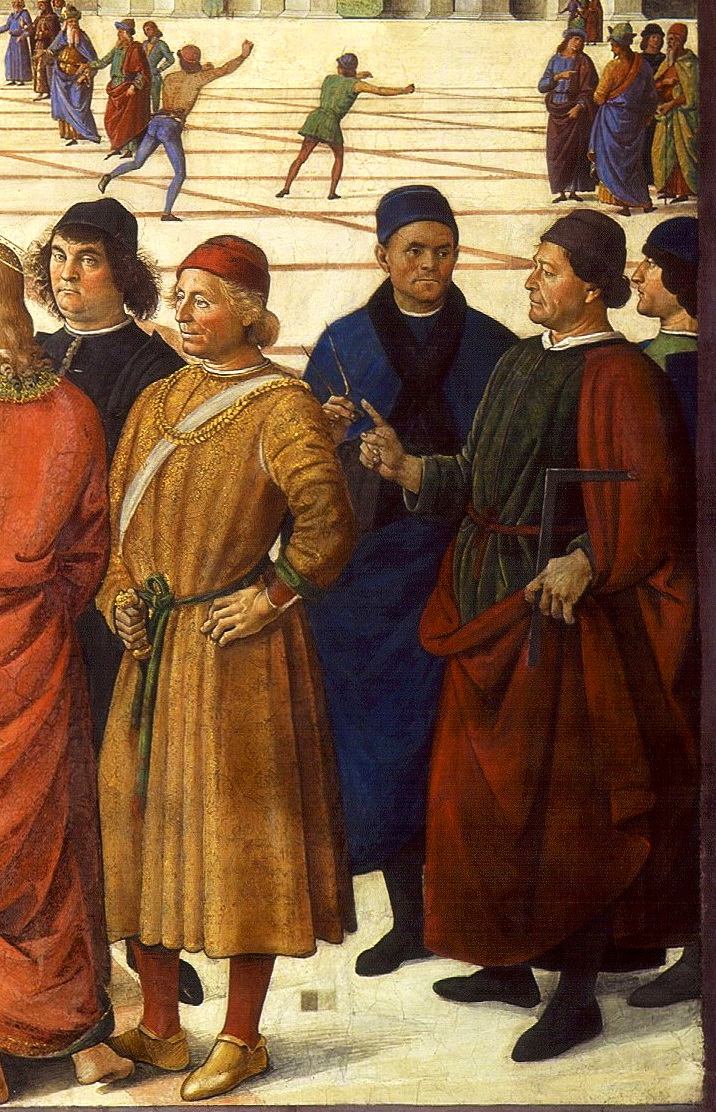
Perugino: Schlüsselübergabe; Porträts von Andrea Bregno und Baccio Pontelli

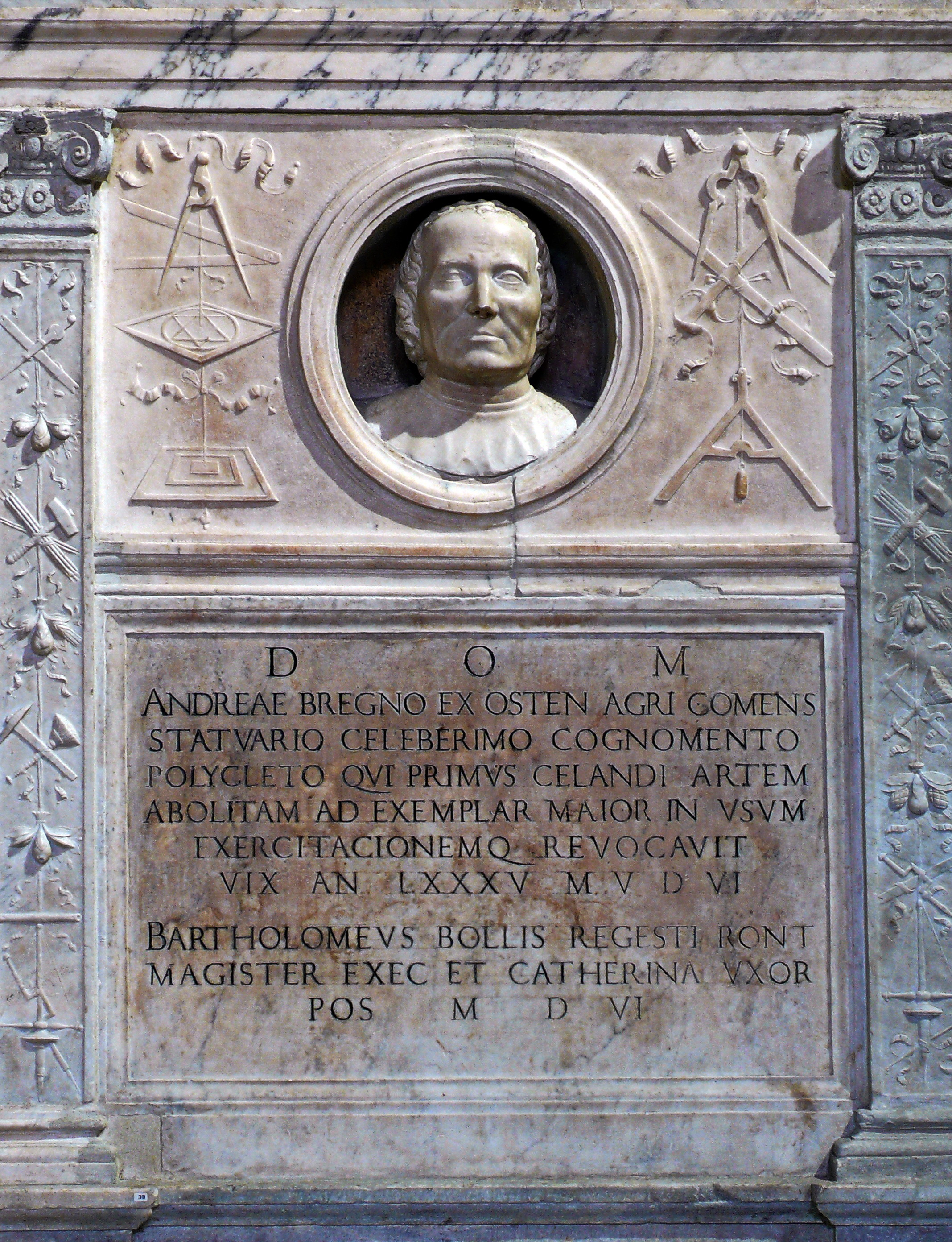
Grabmal des Andrea Bregno in Santa Maria sopra Minerva, Rom

Andrea Bregno wurde im Jahre 1418 als Sohn des Cristoforo de Bregnis da Righeggia in Osteno am Luganer See, im Herzogtum Mailand, geboren. Der Beruf des Vaters von Andrea Bregno war Steinschneider, Steinmetz oder Bildhauer. Seine Brüder Girolamo (gest. nach 1504) und Ambrogio (gest. vor 1503) ebenso deren Söhne Cristoforo und Giovanni Antonio (1503/1504 in Ferrara nachweisbar) übten das gleiche Handwerk aus. Über die Ausbildung Andreas und seinen künstlerischen Werdegang vor seiner Zeit in Rom, liegen wenig gesicherte Kenntnisse vor, aber er war sicherlich Schüler seines Vaters und Mitarbeiter seines Bruders Ambrogio in Ferrara. Er dürfte in jener lombardischen Künstlerschule ausgebildet worden sein, die auch den in Venedig zu Ruhm gelangten Antonio Rizzo hervorgebracht hatte. Bregno begab sich über Wirkungsstätten in der Toskana und Umbrien Jahren nach Rom. Über sein Aussehen gibt es ein Zeugnis: Pietro Perugino zeigt auf seinem Fresko Die Schlüsselübergabe in der Sixtinischen Kapelle bedeutende Persönlichkeiten seiner Zeit; darunter rechts den Architekten der Kapelle Baccio Pontelli mit Winkel und deren Fertigsteller Andrea Bregno mit Stechzirkel.
In den 60er Jahren des Quattrocento langte Andrea Bregno in Rom an. Die ersten, ihm zugeschriebenen Werke sind das Grabepitaph des Kardinals Nikolaus von Kues (um 1464/65) in der Kirche San Pietro in Vincoli, sowie das Grabmal des französischen Kardinals Louis d’Albret (um 1465) in der Kirche Santa Maria in Aracoeli. Spätestens ab den 80er Jahren des 15. Jahrhunderts war er mit seiner Werkstatt am Fuße des Monte Cavallo (Quirinal) ansässig, weswegen er auch als Maestro di Montecavallo aufscheint. Ob es sich bei dieser Werkstatt um die von Paolo Romano übernommene handelt, ist nicht eindeutig belegt.
Unter Papst Sixtus IV. wurde er und seine Werkstatt zu einem der gefragtesten Bildhauer Roms. Enge geschäftliche Beziehungen dürften auch zum spanischen Klerus bestanden haben, wie die Werke für spanische Bischöfe und Kardinäle – darunter für Kardinal Rodrigo Borgia, den späteren Papst Alexander VI. und seine Lebensgefährtin Vannozza Cattanei – belegen. Monumentale Grabmäler, die von außerordentlicher Kunstfertigkeit zeugen, waren sein Markenzeichen. Darüber hinaus fertigte er Tabernakel und kleinere Retabeln für zahlreiche Auftraggeber und Kirchen an.
Er ist auch bei den für seine Zeit bedeutenden Bauwerken in Rom nachweisbar: in der Kirche Santa Maria del Popolo stammen der Hochaltar (heute in der Sakristei) sowie einige herausragende Grabmäler für Kardinäle aus seiner Werkstatt; in dem Palazzo della Cancelleria, der von Kardinal Raffaele Riario erbauten ersten Residenz im Stil der Renaissance in Rom, werden von ihm die kunstvoll gefertigte Fensterädikulen und ein Marmorerker nachweislich geschaffen. In der Inschrift am Hochaltar von Santa Maria del Popolo beklagt Andrea Bregno den Tod seines im achten Lebensjahr befindlichen Sohnes Antonio. Er war im Alter von 47 oder 48 Jahren Vater geworden, über weitere Nachfahren ist nichts bekannt.
In den Jahren 1481 bis 1486 ist er in Siena nachzuweisen, wo er im Dom im Auftrag des Kardinals Francesco Todeschini-Piccolomini den Piccolomini-Altar schuf. Dieser gilt als eines seiner Hauptwerke. 1490 hielt er sich nachweislich in Viterbo auf. Dass der alternde Bregno mit dem jungen Michelangelo während dessen ersten Aufenthaltes in Rom (1496–1501) in engerer Verbindung stand, ist allein durch die Tatsache belegt, dass Michelangelo 1501 den Auftrag übernahm, den Piccolomini-Altar im Dom von Siena fertigzustellen und dafür 15 Statuen anzufertigen. Im Alter von fünfundachtzig Jahren starb Bregno 1503 in Rom, wohlhabend und in hohem Ansehen. Aus seinem erhaltenen Testament ist zu entnehmen, dass er über einen umfangreichen Grund- und Immobilienbesitz verfügte, den er unter anderem seiner Frau Catherina vermachte. Ob und inwieweit verwandtschaftliche Beziehungen zu den venezianischen Bildhauern Antonio Bregno und Paolo Bregno bestanden, ist nicht erforscht.
1506 ließen seine Witwe und sein Testamentsvollstrecker Bartholomäus Bollis, der die Inschrift verfasste, in der Kirche Santa Maria sopra Minerva, ein Wandgrabmal für ihn errichten. Es ist eines der wenigen Zeugnisse eines Künstlergrabmals in Italien dieser Zeit. Gleichzeitig begründet es eine neue, für das Bürgertum repräsentative, zukünftige Bestattungsform: ein Wand-Grabmal mit Nischenportrait und antikisierenden Elementen. Wie aus den testamentarischen Dokumenten hervorgeht, hatte Bregno das Grabmal für sich selbst entworfen. Die Ausführung wird Luigi Capponi zugeschrieben. Die Inschrift bezeichnet ihn als hochberühmten Bildhauer, vergleichbar mit Polyklet und als den, der die in Vergessenheit geratene ars celandi wieder in Verwendung brachte. Sein Alter ist mit 85 Jahren, 5 Monaten und 6 Tagen angegeben. Bemerkenswert und für die Zeit sehr selten ist die Darstellung der berufsspezifischen Handwerkszeuge – Stechzirkel, Winkel und Lot der Steinbildhauer und Architekten. Vorbilder finden sich bei antik-römischen Grabsteinen und nur noch auf der Grabplatte des Künstlers Giotto im Dom von Florenz.

## Werke
Der großen Anzahl an Marmorarbeiten, die dem Andrea Bregno zugeschrieben werden, steht ein eklatanter Mangel an zuverlässigen Informationen und Archivmaterial, was die Urheberschaft anlangt, gegenüber. Das Werk Andrea Bregnos ist komplexer und schwieriger zu beurteilen als dasjenige anderer gleichzeitig in Rom tätiger Künstler. Er scheint einen Werkstattbetrieb mit Gehilfen unterschiedlicher Handschrift unterhalten und außerdem zahlreiche bisher anonym gebliebene Nachahmer gefunden zu haben. Bregno wurde vielfach auch als Großunternehmer gesehen: Ein großer Teil der Aufträge für Skulpturen, Grabmonumente, Altäre, Tabernakel und Bauplastik in der zweiten Hälfte des 15. Jhd. lag in Händen der Werkstatt des Andrea Bregno, des Steinmetzen aus Osteno. In Rom, wo die meisten seiner Werke zu finden sind, gibt es nur ein einziges, das als seines gekennzeichnet ist. Von einer, Andrea Bregno zugeschriebenen Entwurfszeichnung für den Hochaltar der Kirche San Lorenzo in Damaso wird geschlossen, dass Bregno seine Werke selbst entworfen hat. Je nach Quelle werden einzelne Werke Andrea Bregno selbst, seiner Schule, seiner Werkstatt, Nachahmern oder ihm, gemeinsam mit zeitweise in Rom arbeitenden Künstlern wie Mino da Fiesole, Giovanni Dalmata oder Luigi Capponi zugeschrieben. Vielfach werden Werke einem, nicht genau definierten, Begriff „Bregno-Kreis“ zugeordnet.

### Grabmonumente und Epitaphien

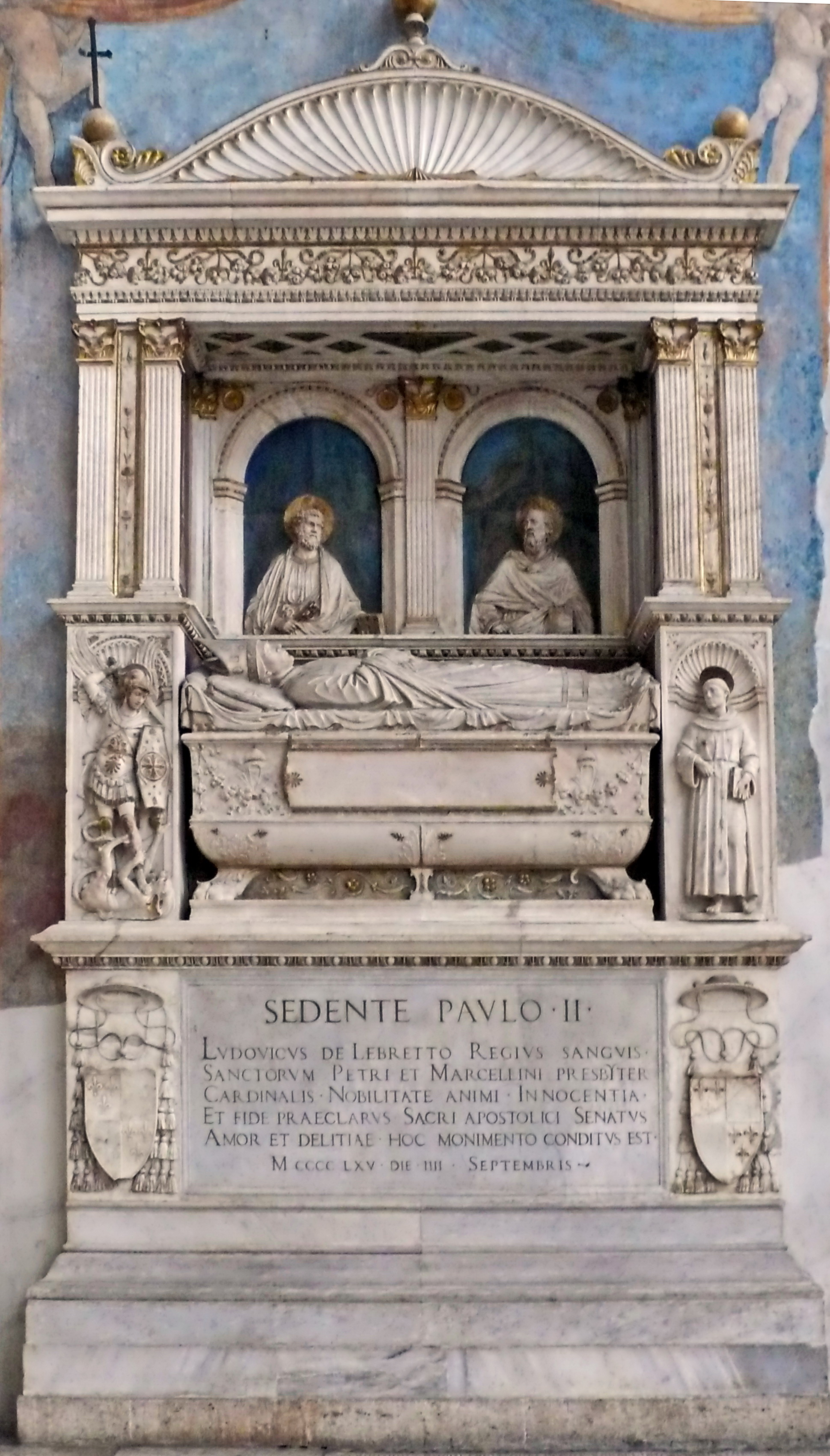
Grabmonument für Kardinal Louis D'Albret

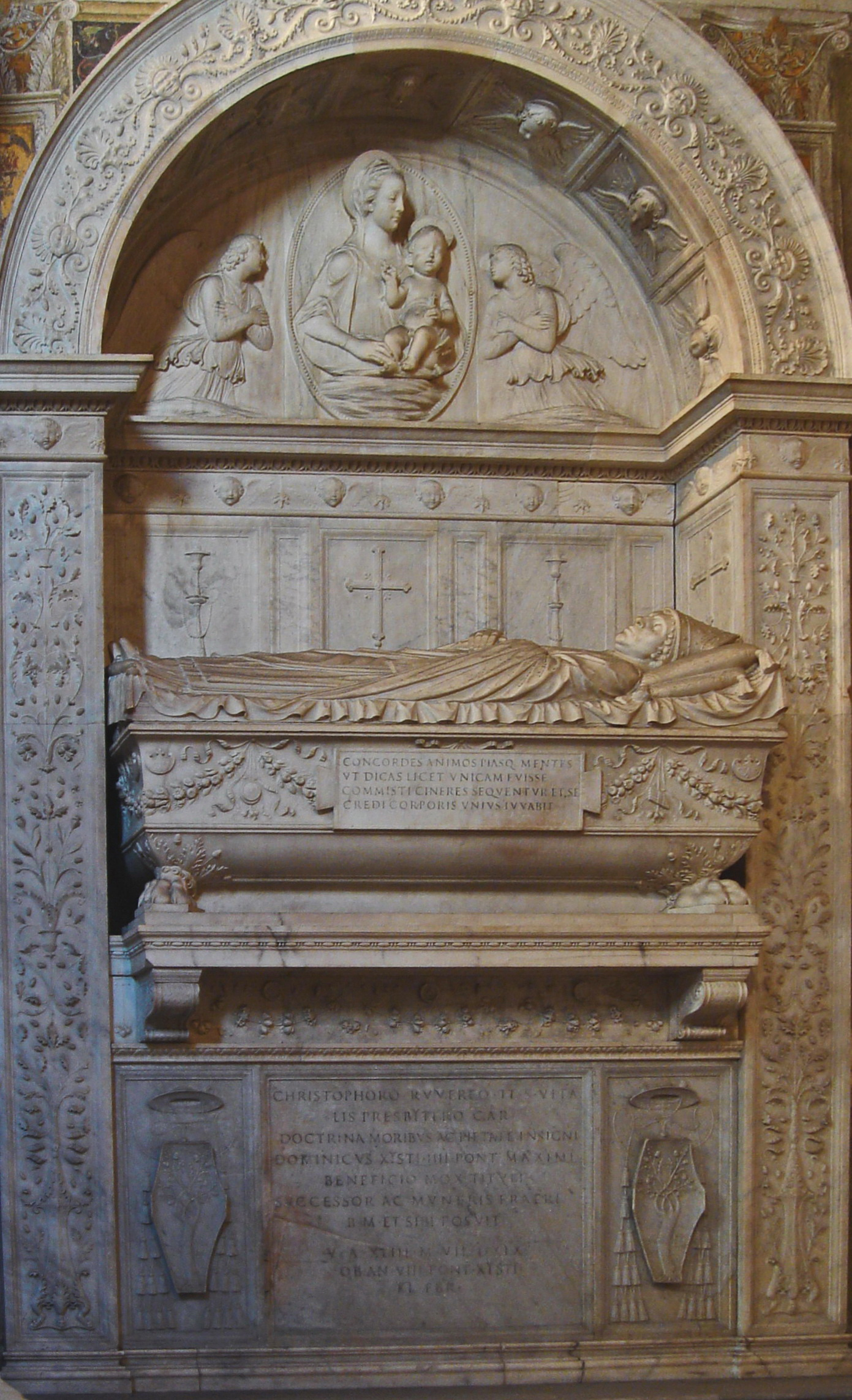
Grabmonument für Kardinal Cristoforo della Rovere

In der zweiten Hälfte des 15. Jahrhunderts hatte das Unternehmen Andrea Bregno nahezu ein Monopol auf die Herstellung von Grabmonumenten für hohe kirchliche Würdenträger in zahlreichen Kirchen Roms. Der größte Teil dieser Monumente wurde nicht alleine von Meister Andrea, sondern nach seinen Entwürfen gemeinsam mit Mitarbeitern seiner Werkstatt ausgeführt, unter anderem mit Giovanni de Larigo, aber auch in Zusammenarbeit mit einer Reihe von namhaften und zeitweise in Rom tätigen Bildhauern. Eine genaue Zuordnung und Datierung (die in der Folge angeführten Jahreszahlen sind durchwegs die Todesjahre der Dargestellten) ist mangels Dokumentation, in den meisten Fällen nur anhand stilistischer Kriterien möglich. Dass einige Monumente erst nach dem Tode Bregnos (1503) datieren, lässt schließen, dass die Werkstatt Bregnos nach seinem Tod von seinem Partner Giovanni da Larigo und/oder Luigi Capponi weiter betrieben wurde.
- Epitaph für Kardinal Nicolaus Cusanus;(1465); San Pietro in Vincoli, Rom. Eine der ersten Arbeiten Andrea Bregnos in Rom.[15]
- Grabmonument für Kardinal Astorgio Agnesi († 1451); Santa Maria sopra Minerva (Kreuzgang), Rom. Pius-Meister oder Umfeld des Andrea Bregno
- Grabmonument für Kardinal Ludovico Trevisan Scarampo (1465); San Lorenzo in Damaso, Rom. Dem Bregno-Kreis oder/und Paolo Romano zugeschrieben.
- Grabmonument für Kardinal Louis D'Albret/Lebretto (um 1465); Santa Maria in Aracoeli, Rom; Dieses Grabmal gilt in formaler und gestalterischer Hinsicht als Muster für die weitere von Andrea Bregno geschaffenen Grabmäler.
- Grabmonument für Kardinal Domenico Capranica (1466); Santa Maria sopra Minerva, Rom. Andrea Bregno zugeschrieben
- Grabmonument für Kardinal Giacomo Tebaldi (1466); Santa Maria sopra Minerva, Rom. Andrea Bregno und Giovanni Dalmata
- Grabmonument für Kardinal Alain de Coëtivy/Alano (1474); Santa Prassede, Rom. Zuschreibung: Bregno-Kreis
- Grabmonument für Kardinal Bartolomeo Roverella (1476); San Clemente, Rom. Andrea Bregno und Giovanni Dalmata
- Grabmonument für Kardinal Raffaele della Rovere (1477); Basilika Santi XII Apostoli (Krypta), Rom. Wird Andrea Bregno alleine zugeschrieben.
- Grabmonument für Bischof Juan Diaz de Coca (1477); Santa Maria sopra Minerva (Cappella Raimondo di Peñafort), Rom. Andrea Bregno und Schule; die Fresken von Melozzo da Forlì und Antoniazzo Romano
- Grabmonument für Kardinal Pietro Riario (1477); Basilika Santi XII Apostoli (Chor), Rom. Andrea Bregno gemeinsam mit Mino da Fiesole
- Grabmal für Kardinal Pietro Ferrici (1478); Santa Maria sopra Minerva (Kreuzgang), Rom. Andrea Bregno
- Grabmonument für Kardinal Philippe de Levis und Eustache de Levis (1478–1490); Santa Maria Maggiore, Rom. Zuschreibung: Andrea Bregno
- Grabmonument für Kardinal Jacopo Ammanati-Piccolomini († 1479); Sant’Agostino (ehemaliger Kreuzgang), Rom. Andrea Bregno gemeinsam mit Mino da Fiesole
- Grabmonument der Costanza Ammanati († 1477); Sant’Agostino (ehemaliger Kreuzgang), Rom. Andrea Bregno und Werkstatt
- Grabmonument für Kardinal Cristoforo della Rovere (1478); Basilika Santa Maria del Popolo (Cappella della Rovere), Rom. Auftrag seines Bruders Domenico della Rovere. Andrea Bregno; Madonna in der Lünette von Mino da Fiesole
- Grabmonument für den päpstlichen Schatzmeister Meliaduce Cicala (1481); San Giovanni Battista dei Genovesi, Rom. Schule Bregno
- Grabmonument der Eltern Papst Sixtus IV. Leonardo della Rovere und Luchina Monleoni (1481–90); San Francesco (Cappella Sistina) Savona. Andrea Bregno im Auftrag Papst Sixtus IV.[16][17]
- Grabmonument für Bischof Pietro Guglielmo Rocca (1482); Basilika Santa Maria del Popolo (Sakristei), Rom. Bregno-Kreis
- Grabdenkmal für Botschafter Diotisalvi Neroni (1482); Santa Maria sopra Minerva, Rom. Schule Andrea Bregno.[18]
- Grabmonument für Kardinal Auxia di Poggio (1484); Santa Sabina Rom. Schule Andrea Bregno[19]
- Grabmonument für den Grafen Giovanni Basso (1485); Basilika Santa Maria del Popolo (Cappella Basso della Rovere), Rom. Auftrag von Kardinal Girolamo Basso della Rovere. Andrea Bregno und Schule; die Fresken aus der Schule des Pinturicchio
- Grabmonument für Bischof Alfonso de Paradinas (1486); Santa Maria di Monserrato (Cappella San Giacomo), Rom. Andrea Bregno
- Grabmonument für Kardinal Giovanni Battista Savelli (1489); Santa Maria in Aracoeli (Chor). Andrea Bregno und Luigi Capponi?
- Grabmonument für den Humanisten Agostino Maffei (1496); Santa Maria sopra Minerva; (Cappella Grazioli), Rom. Andrea Bregno und Mino da Fiesole
- Grabmonument für Bischof Benedetto Soranzo (1495); Santa Maria sopra Minerva, Rom. Bregno Schule.
- Grabmonument für Kardinal Giovanni Giacomo Schiaffinati († 1497); Sant’Agostino (ehemaliger Kreuzgang), Rom. Bregno-Kreis
- Grabmonument des Kardinals Bernardino Lonati (1497); Basilika Santa Maria del Popolo (linkes Querschiff), Rom. Bregno-Schule
- Grabmonument für Bischof Juan de Fuensalida (1498); Santa Maria in Monserrato (Cappella San Giacomo), Rom. Andrea Bregno
- Grabmonument für Bischof Ottaviano Fornari († 1496); Sant'Agostino (ehemaliger Kreuzgang), Rom. Bregno-Kreis
- Grabmonument für Bischof Juan Ortega Gomiel (1503); Basilika Santa Maria del Popolo (Sakristei), Rom. Andrea Bregno
- Grabmonument für Papst Pius II. in der Kirche Sant’Andrea della Valle, Rom (1503). Der Entwurf und die Ausführung des Gisants wird Andrea Bregno zugeschrieben.
- Grabmonument für Kardinal Ludovico Podocataro (1504); Basilika Santa Maria del Popolo (rechtes Querschiff), Rom. Bregno-Kreis
- Grabmonument für Kardinal Antoniotto Pallavicini Gentili (1507); Basilika Santa Maria del Popolo (Cappella Montemirabile), Rom. Bregno-Nachfolge
- Grabmonument für Kardinal Giorgio de Costa (1508); Santa Maria del Popolo (Capella Costa), Rom; Bregno-Nachfolge
- Grabmonument für Bischof Giuliano da Volterra (1510); San Pietro in Montorio, Rom; Bregno-Nachfolge

### Altäre und Altarteile
Neben Grabmonumenten für hohe kirchliche Würdenträger war Andrea Bregno und seine Werkstatt mit der Herstellung mehrerer Ältäre und Altarretabeln beauftragt. Einige dieser Werke können dem Meister anhand von Signatur oder durch erhaltene Dokumente mit Sicherheit als Urheber zugeschrieben werden:
- Projektzeichnung; Auftraggeber: Kardinal Ludovico Trevisan. Das Blatt befindet sich im British Museum, Department for Prints and Drawings. Caglioti[20] schreibt es Andrea Bregno zu; nach Christoph Luitpold Frommel stammt es von Leon Battista Alberti. Zeichnung im Department for Prints and Drawings
- Altarretabel (Borgiaaltar) Santa Maria del Popolo, Rom (1472–1473). Im Auftrag von Kardinal Rodrigo Borgia (später Papst Alexander VI.). Der ursprüngliche Hauptaltar der Kirche wurde 1627 abgetragen und der Retabel in die Sakristei, andere Teile in die Taufkapelle (Cappella Montemirabile) verbracht. Es ist das einzige, von Andrea Bregno signierte Werk in Rom.
- Teil des Borgia-Altars - Ädikula für das Taufwasser; Santa Maria del Popolo, Rom; Cappella Montemirabile
- Teil des Borgia-Altars - Ädikula für das Chrisam-Öl; Santa Maria del Popolo, Rom; Cappella Montemirabile
- Der Piccolomini-Altar im Dom von Siena (1485); Der Auftraggeber war Kardinal Todeschini-Piccolomini, (der spätere Papst Pius III.).[21] Der Poccolomini-Altar, einer der bedeutendsten und monumentalsten im 15. Jahrhundert in Italien geschaffenen Altäre, gilt als eines der Hauptwerke Andrea Bregnos.[22] Andrea Bregno konnte die Arbeit an diesem Werk aus Altersgründen nicht fertigstellen. Ab 1504 schuf Michelangelo die fünf Heiligen-Figuren Franziskus, Pius, Gregor, Petrus und Paulus.
- Hochaltarädikula in der Kirche Santa Maria della Quercia, Viterbo (1490–1495). Der Auftrag an Andrea Bregno ist im Libro dei Priori festgehalten.[23]
- Altarretabel für Abt Gregorio Amatisco; 1465 ? 1469 ? San Gregorio Magno (Cappella Salviati) Bregno; Dalmata; (Maestro di Osteno) Lombardische Schule ?
- Cappella Santa Croce in der Kirche Santa Maria della Pace, Rom (1490), Bregno Umkreis

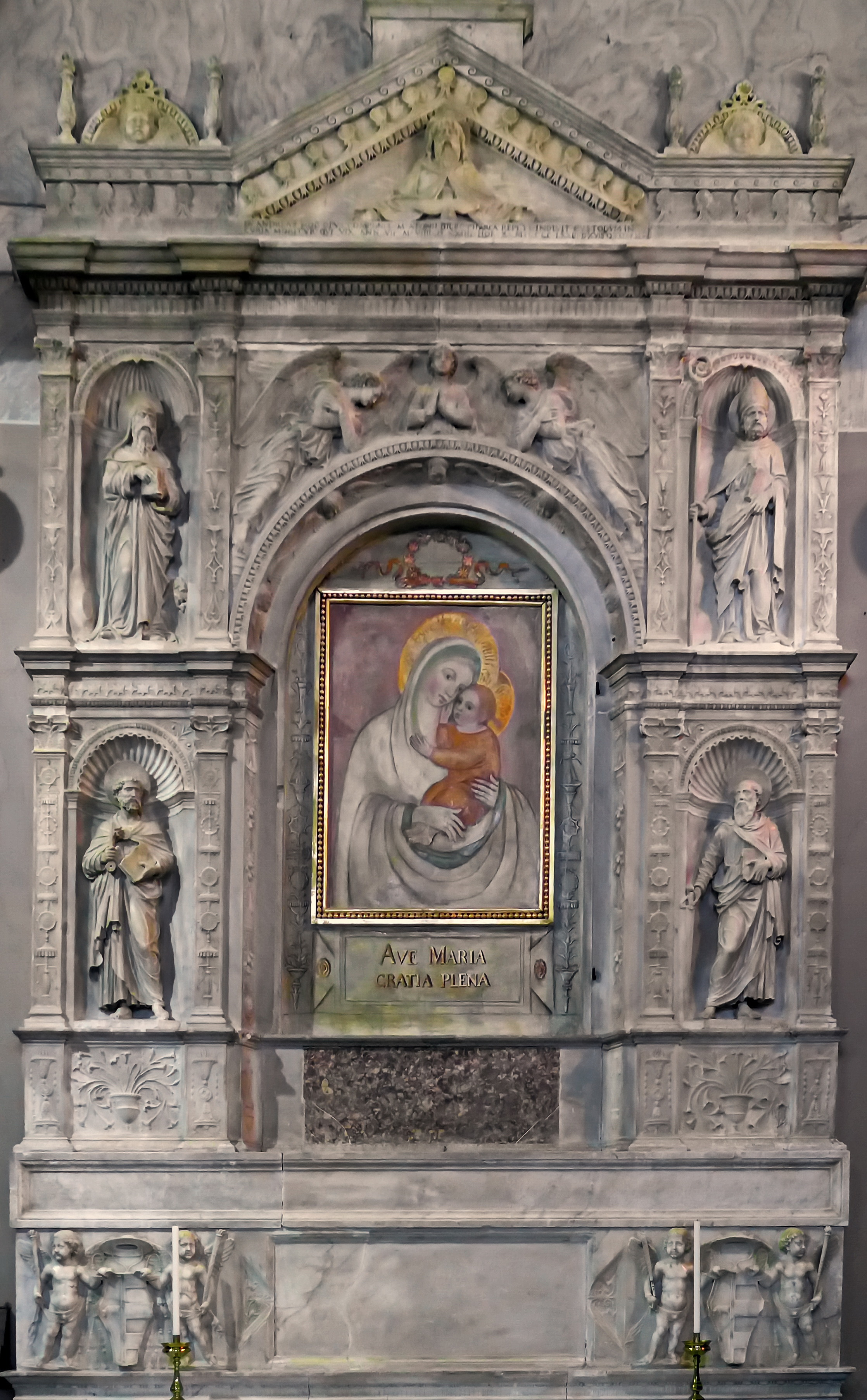
Altarretabel (Borgiaaltar) Santa Maria del Popolo, Rom
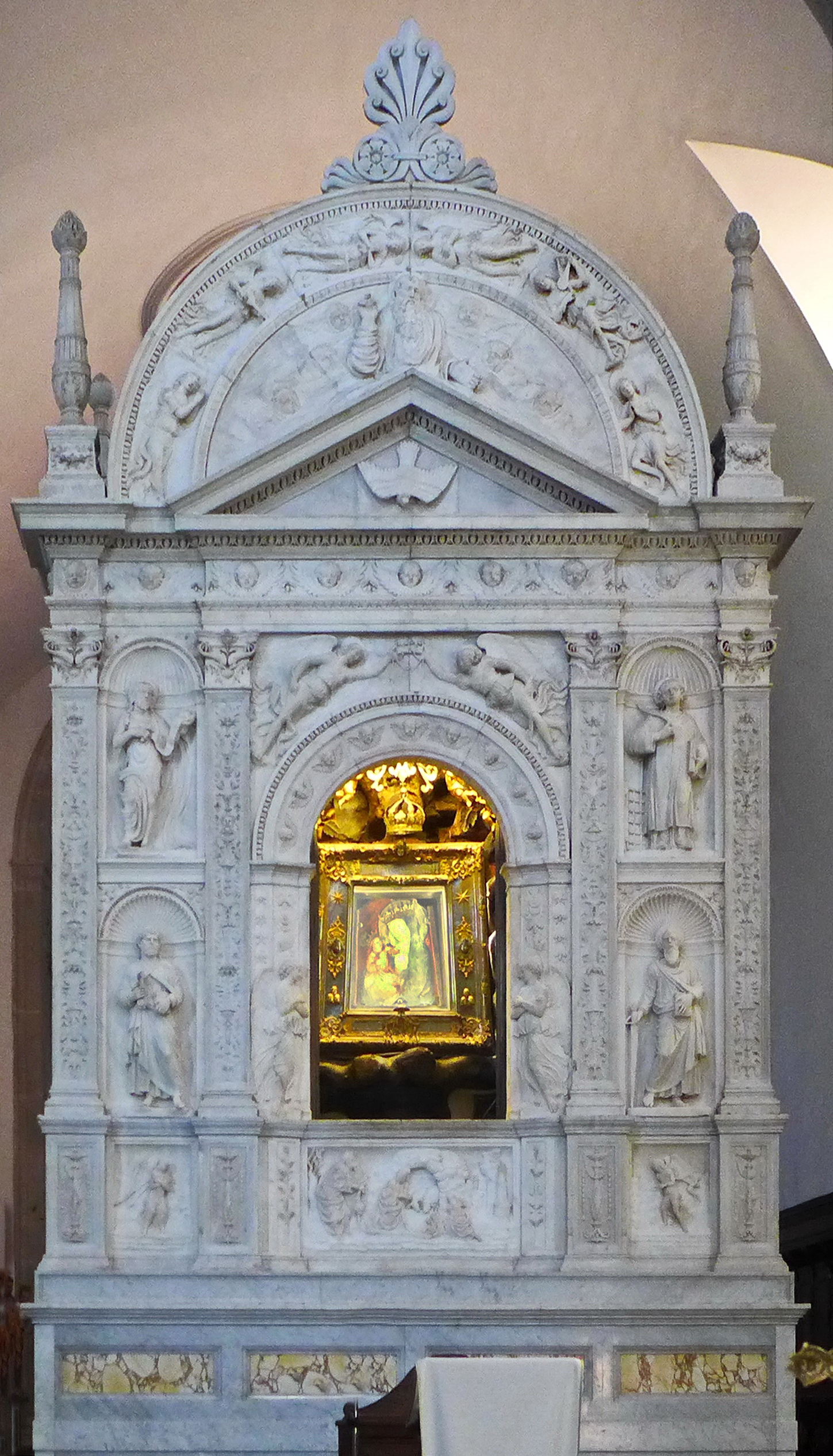
Santa Maria della Quercia, Altarretabel
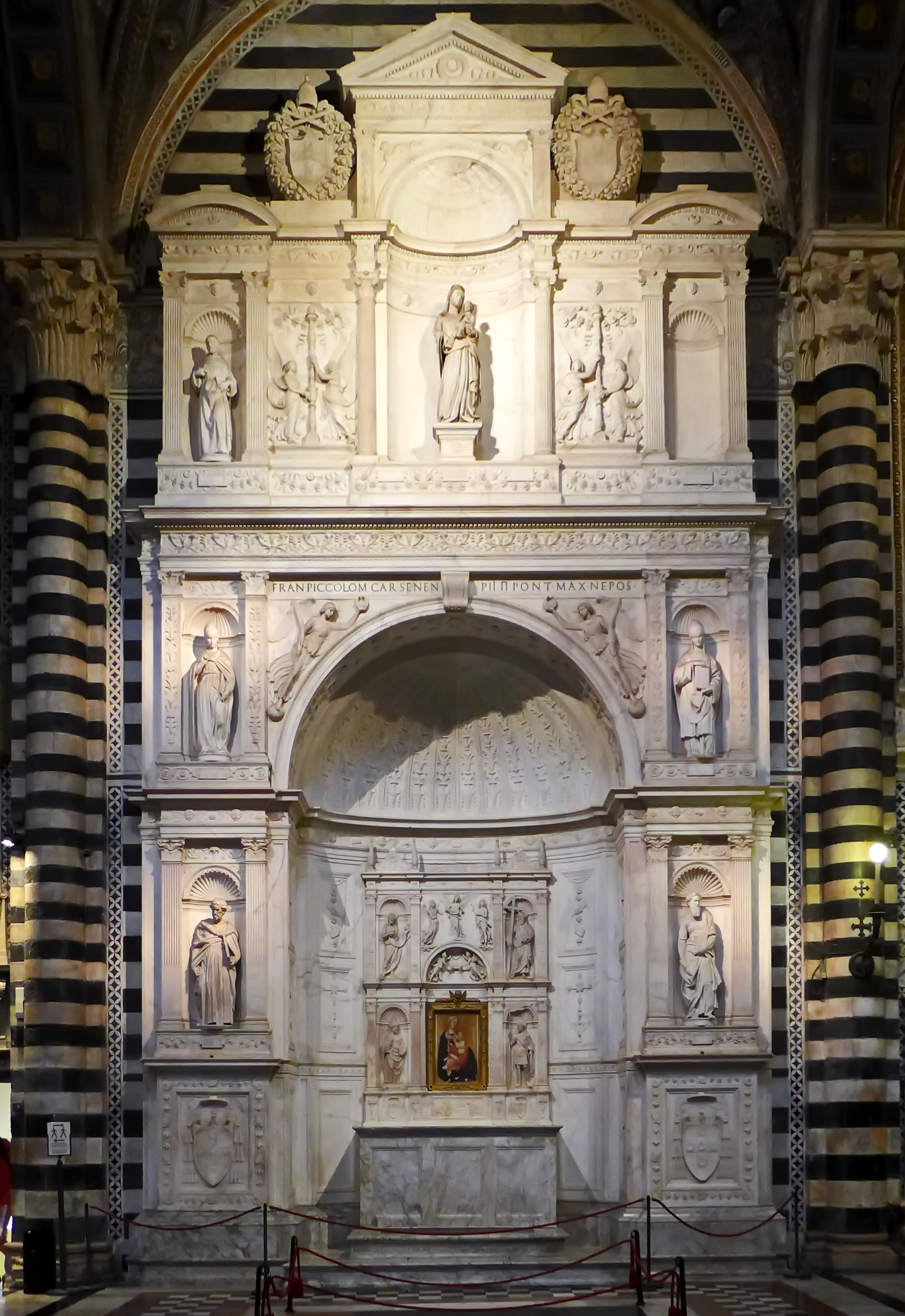
Piccolomini-Altar im Dom von Siena

#### Teile von Altären im Auftrag Guillaume de Perriers

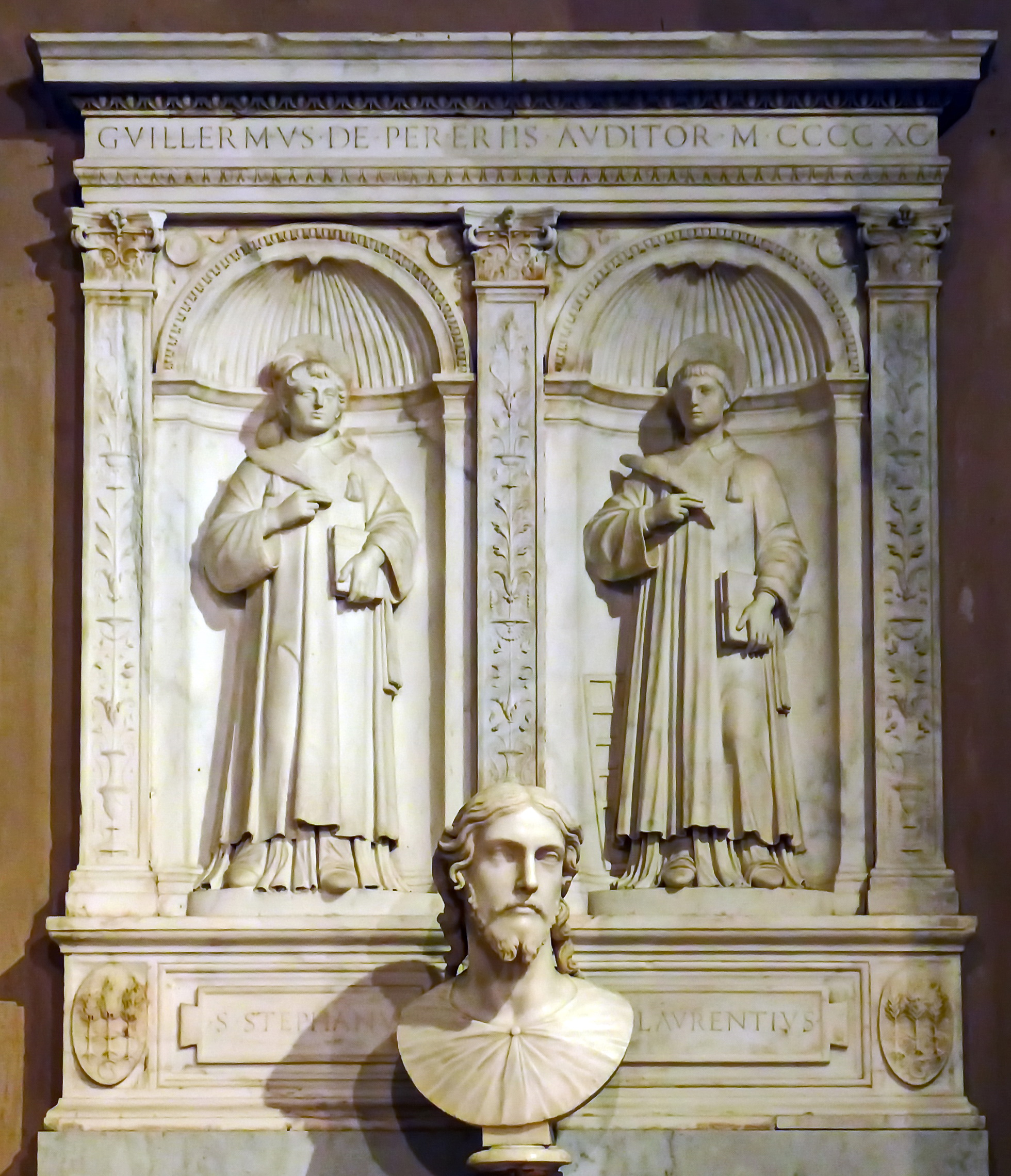
Altarteil; Sant'Agnese, Rom. Hl. Stefanus und hl. Laurentius

Der Dekan der Römischen Rota, der Franzose Guillaume de Perriers gab zwischen 1490 und 1498 mehrere Altaraufsätze für verschiedene Basiliken in Rom bei Andrea Bregno in Auftrag. Von diesen Werken sind nur mehr einzelne Teile in römischen Kirchen und in mehreren Museen erhalten:
- Teil eines Altarretabels für die Basilika San Lorenzo fuori le Mura Die Heiligen Stephanus und Laurentius jetzt in der Kirche Sant’Agnese fuori le mura rechtes Seitenschiff (1490)
- Teil eines Altarretabels für die konstantinische Peterskirche, Rom Der heilige Andreas jetzt im Metropolitan Museum N.Y.
- Teile eines Altarretabels für die konstantinische Peterskirche, Rom. Die Apostel Petrus und Paulus jetzt in der Kirche San Pietro Ispano, Boville Ernica.
- Teil eines Altarretabels in der Capella di Santa Rufina des Baptisteriums der Kirche San Giovanni in Laterano, Rom. (1492) Kreuzigungsrelief[25]
- Teile eines Altarretabels für die Basilika San Giovanni in Laterano, Rom. (1492) Johannes der Täufer und Johannes der Evangelist jetzt im Lapidarium (Kreuzgang) der Laterankirche. Jacobus der Ältere jetzt im rechten Seitenschiff der Laterankirche (in Zusammenarbeit mit Luigi Capponi ?).
- Teil eines Altarretabels für die Basilika Santa Maria del Popolo, Rom. (1497) Triptychon Augustinus, Maria, Caterina jetzt im Korridor zur Sakristei.
- Teile eines Altarretabels für die Basilika San Paolo fuori le Mura, Rom. (1494) Die Heiligen Paulus, Petrus und Bartholomäus jetzt in der Cappella dei Capitolari.
- Teile eines Altarretabels für die Basilika Santa Maria Maggiore, Rom. (1498) Die Heiligen Hieronymus, Bernhard und Maria jetzt in der Kleinen Sakristei der Kirche (in Zusammenarbeit mit Luigi Caponni ?).
- Teile eines Altarretabels für unbekannten Standort. Johannes der Täufer und der heilige Hieronymus jetzt im Statens Museum for Kunst, Kopenhagen
- Teile eines Altarretabels für die Basilika Santi XII Apostoli, Rom. Die heiligen Jakobus der Ältere und Philipp jetzt im Nelson Atkins Museum of Art, Kansas City.

### Tabernakel

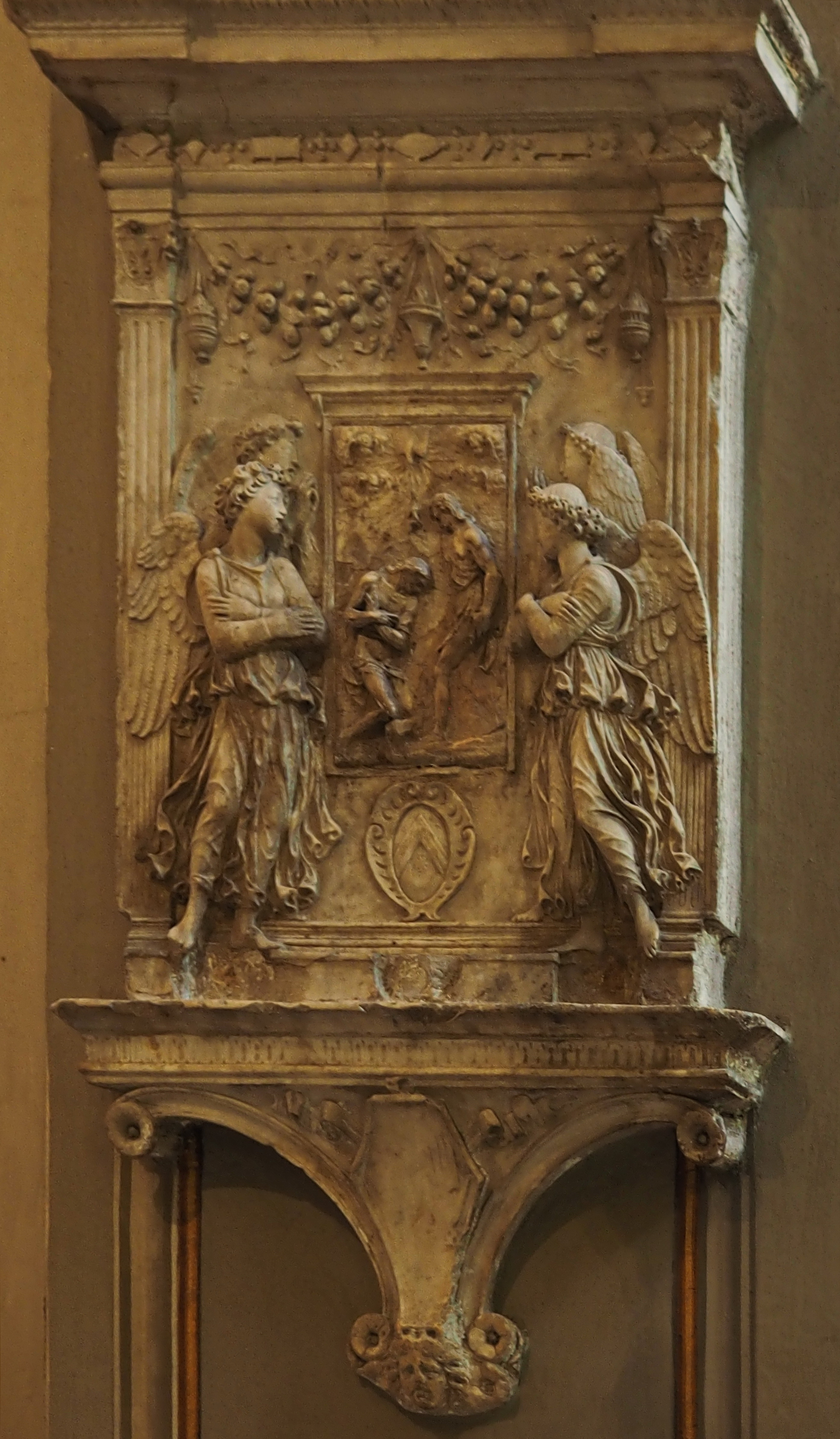
Tabernakel für San Giacomo degli Spagnoli, jetzt Santa Maria in Monserrato, Rom

Bei den dem Bregno-Kreis zugeschriebenen, meist aber von Mino da Fiesole und/oder Giovanni Dalmata ausgeführten Tabernakeln handelte es sich ursprünglich um Sakramentstabernakel.
- Tabernakel in der Kirche Santa Maria in Monserrato degli Spagnoli, Rom. Dieser Tabernakel war ursprünglich der Sakramentstabernakel in der Kirche San Giacomo degli Spagnoli an der Piazza Navona. Nach der Schließung dieser Kirche 1807 wurde dieser Tabernakel in die Spanische Nationalkirche Santa Maria in Monserrato (erste Kapelle links) verbracht.
- Tabernakel bestimmt für die Cappella Santa Lucia in der Kirche Santa Maria del Popolo, Rom war von Vannozza Cattanei, der Lebenspartnerin Papst Alexander VI. bei Andrea Bregno und Giovanni de Larigo[27] nach dem Muster des Tabernakels in der San Giacomo degli Spagnoli in Auftrag gegeben worden. Es galt lange Zeit als verloren; wurde aber in der Skulpturensammlung den Staatlichen Museen in Berlin wiederentdeckt.[28]
- Tabernakel; Santi Quattro Coronati, Rom (am Triumphbogen links) Andrea Bregno, Capponi
- Sakramentstabernakel; San Marco, Rom (Sakristei). Inschriften: PANEM ANGELORVM MANDVCA, OLEVM SACRVM. Mino da Fiesole mit Giovanni Dalmata
- Tabernakel; Basilika Santa Maria in Trastevere, Rom (Hauptschiff rechts hinten). OLEA SANCTA, OPVS MINI Mino da Fiesole

### Architektur und Baudekor

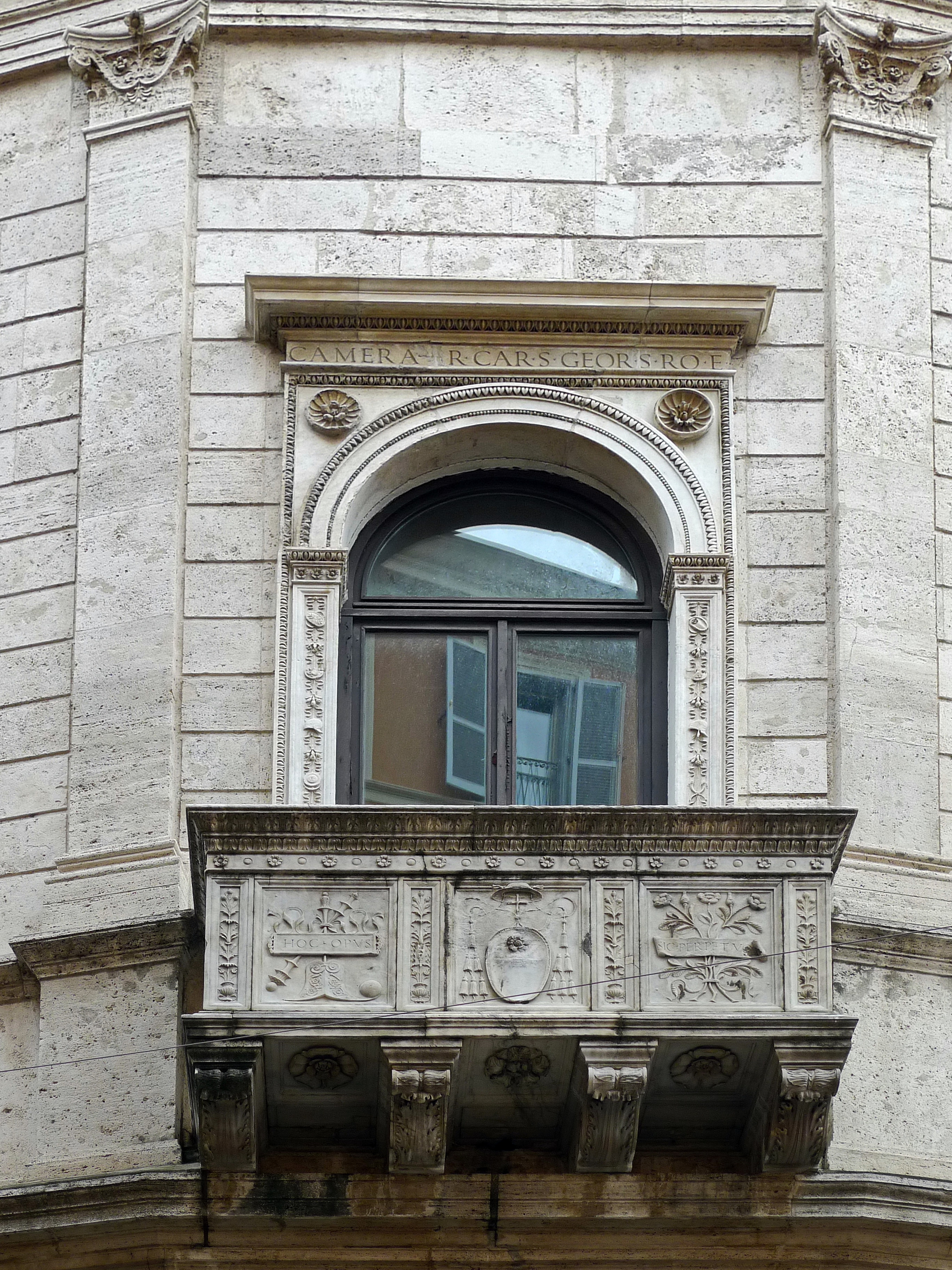
Palazzo della Cancelleria, Rom. Erker

Lombardische Steinmetze, die um die Mitte des 15. Jh. nach Rom gerufen wurden, waren meist mit der Herstellung von Baudekor an den großen römischen Kirchen und Palästen beauftragt. Ob Andrea Bregno auch als Architekt gearbeitet hat, ist nicht nachzuweisen. Sixtus IV. hat bei vielen seiner Bauaufträge Baccio Pontelli als Architekten und Andrea Bregno als esecutore (Fertigsteller) berufen, beispielsweise in der Sixtinischen Kapelle. Auch bei den Fassaden der Kirchen Santa Maria del Popolo und San Pietro in Montorio wird Andrea Bregnos Name genannt. Bei der Fertigstellung des Palazzo della Cancelleria scheint er als esecutore auf.
- Transenna in der Sixtinischen Kapelle, Vatikan, Rom. In dieser Kapelle stellte Andrea Bregno gemeinsam mit Mino da Fiesole und Giovanni Dalmata im Auftrag Papst Sixtus IV. die interne Transenna und die Kantorei fertig.
- Portal der Kirche San Cosimato, Rom (datiert 1475) im Auftrag Sixtus IV. für das Heilige Jahr angefertigt.
- Fensterädikulen und Erker im Piano Nobile am Palazzo della Cancelleria, Rom (1496/97). Wer der Architekt dieses Palastes von Kardinal Raffaele Riario war, ist nicht bekannt. Nachgewiesen ist die Mitarbeit Andrea Bregnos und dessen Kompagnon Giovanni de Larigo an der Gestaltung des Baudekors.[28]

## Kunstgeschichtliche Einordnung
Bregno gehört zu den bedeutendsten Meistern der Bildhauerkunst der Frührenaissance, neben Luigi Capponi, Giovanni Dalmata, Mino da Fiesole, Andrea di Francesco Guardi, Isaia da Pisa, Paolo Romano und anderen. Er war der Meister des damals bevorzugten Grabmaltypus in Rom: ein in die Wand eingelassener Marmorsarkophag mit einer Liegefigur des Verstorbenen im Zentrum, von typischer Renaissanceornamentik und einem Skulpturenprogramm umgeben. Seine Formensprache war stark durch Vorbilder der Antike bestimmt, die Form des Grabmals als Triumphbogen wurde zu seinem Markenzeichen. Bregno hat in merkwürdiger kalendarischer Koinzidenz die Wiedergeburt des nachantiken Rom und den Anbeginn sowie das Ende der Frührenaissance in dieser Stadt miterlebt und geprägt, ja er ist im Laufe seines langen, arbeitsreichen Lebens zum bedeutendsten Exponenten und zugleich zum Vollender der römischen Quattrocento-Skulptur geworden. Seine Herkunft verrät sich in den schlanken Figuren und den zierlichen Faltenwurf; die edlen Köpfe und die vornehme Haltung seiner Figuren verdankt er aber dem Studium der Antike in Rom, mit der er freilich auch den Mangel an feinerer Belebung und Individualität gemein hat. Ein konkretes Vorbild fand Bregno wohl in dem von Bernardo Rossellino für Leonardo Bruni in Florenz um ca. 1444 errichteten Wandnischengrab, das für die Renaissance als stilbildend angesehen wird.
Die Charakterisierung Bregnos anlässlich eines Symposiums 1992: Der Patriarch der Lombardischen Schule in Rom – noch am Leben und sehr betagt und bedeutender Unternehmer – konnte dem jungen Genie (Michelangelo, Anmerk.) auf dem Papier Gestaltungsnormen vorschreiben …kommt seiner Rolle und Bedeutung in seiner Zeit vermutlich am nächsten. In der Ewigen Stadt trat er erst mit über 50 Jahren als erfahrener, reifer Meister auf, verfügte über einflussreiche Kontakte, wie seine bedeutenden Auftraggeber belegen und brachte einen individuell geprägten, handwerklich und künstlerisch hoch entwickelten Stil mit. Aus einigen Quellen geht hervor, welche Aufgaben er im Wesentlichen in seiner Werkstatt wahrnahm:
- Vasari schreibt in der Vita des Bramante über den Palazzo della Cancelleria: … es war der Fertigsteller ein Antonio Montecavallo.[32]
- Giovanni Santi, der Vater von Raffael Santi bezeichnet ihn als: … si gran componitore … (= so großer Gestalter)
- Auf der Inschrift des Borgia-Altares in der Kirche Santa Maria del Popolo steht: … HOC OPUS COMPONIT … (= dieses Werk gestaltet)
- In der Kirche San Agostino in Campo Marzio wird bei der Beschreibung des Grabmonuments für Costanza Ammanati (Mutter des Jacopo Ammanati-Piccolomini) die Zuschreibung an Andrea Bregno als Paternità (=Vaterschaft)bezeichnet, die Ausführung erfolgte durch seine Mitarbeiter.

Unter Papst Julius II. (1503) begann ein neuer Abschnitt der Kirchen- und Kunstgeschichte in Rom. Mit den Werken namhafter Künstler der Zeit wie Donato Bramante, Andrea Sansovino, besonders jedoch durch das Wirken Michelangelos erschien der Stil des lombardischen Künstlers aus dem Quattrocento mit einem Mal überholt und altertümlich. Er geriet bald in Vergessenheit; in den Künstler-Viten des Giorgio Vasari wird er noch in der Vita des Donato Bramante als Fertigsteller des Palazzo della Cancelleria Antonio (statt Andrea) Montecavallo erwähnt.
Erst im 19. Jahrhundert, durch die Erforschung der Bildhauerkunst der Frührenaissance, die wesentlich von August Schmarsow ausging, fand Andrea Bregno wieder Beachtung und seinen Platz in der Kunstgeschichte.